# Pietro Armati
Pietro Armati (Endine, 5 juli 1898 – Solbiate, 9 september 1976) was een Italiaans kunstschilder.

## Levensloop
Pietro Armati studeerde van 1914 tot 1921 aan de Accademia Carrara di Belle Arti in Bergamo. Hij ontving daar verschillende medailles en won in 1919/1920 een studiebeurs om in Rome verder te studeren. 
Later verhuisde hij naar Milaan waar hij van 1922 tot 1929 een eigen atelier had. Eind jaren twintig maakte Armati in Como kennis met de Amsterdamse fotograaf, schilder en ondernemer Gerrit Hendrik Heinen. De twee sloten een overeenkomst en in 1930 reisde Armati naar Aalten. Daar kreeg hij verschillende opdrachten. Hij schilderde onder meer portretten van de textielfabrikant Jos Driessen en diens vrouw Josefa Driessen-Beckmann.
Na een conflict met Heinen verhuisde de schilder nog hetzelfde jaar naar Winterswijk. Hij schilderde er portretten van rijkere burgers en adel uit de omgeving en een aantal landschappen in en rondom Winterswijk.  Later woonde hij in Enschede. 
In 1933 exposeerde Armati in Arnhem waarbij hij ook een portret van de Italiaanse dictator Mussolini tentoonstelde. Tussen 1937 en 1944 reisde en woonde de schilder in verschillende plaatsen, waaronder Amsterdam, Winterswijk, Arnhem en Denekamp. 
In 1942 en 1944 nam hij deel aan tentoonstellingen in het Amsterdamse Rijksmuseum, die georganiseerd werden door de Kultuurkamer.
In 1945 werd hij gedwongen terug te keren naar Italië, waar hij terugkeerde naar Endine. Daar begon hij in 1950 een bioscoop, maar deze onderneming mislukte. In de jaren vijftig reisde Armati opnieuw naar Nederland, waar hij opnieuw rondtrok en schilderde.

## Nalatenschap
De Winterswijkse geschiedenisleraar Wim Scholtz deed onderzoek naar deze schilder en bracht een boek over hem uit. Het museum Freriks in Winterswijk herbergt werk van Armati. 
- RKD-Nederlands Instituut voor Kunstgeschiedenis: 2460